# توموکی تانیگوچی
توموکی تانیگوچی (انگلیسی: Tomoki Taniguchi؛ زادهٔ ۲۲ اکتبر ۱۹۹۲) بازیکن فوتبال اهل ژاپن است.